# Antiotricha cecata
Antiotricha cecata är en fjärilsart som beskrevs av Paul Dognin 1900. Antiotricha cecata ingår i släktet Antiotricha och familjen björnspinnare. Inga underarter finns listade i Catalogue of Life.